# Wigabatryna
Wigabatryna – organiczny związek chemiczny, lek przeciwpadaczkowy, analog kwasu γ-aminomasłowego, wybiórczo i nieodwracalnie hamujący aminotransferazę kwasu γ-aminomasłowego (GABA-T).

## Mechanizm działania
Lek hamując transaminazę GABA zwiększa stężenie synaptycznego GABA w ośrodkowym układzie nerwowym, co wpływa na hamowanie napadów.

## Farmakokinetyka
Wigabatryna po podaniu p.o. wchłania się dobrze i szybko; pokarm nie wpływa na wchłanianie leku. Lek nie wiąże się z białkami osocza. Wigabatryna nie jest metabolizowana w organizmie i jest wydalana w postaci niezmienionej, przede wszystkim przez nerki (50–70%). Okres półtrwania T1/2 wigabatryny wynosi około 6 godzin, jest wydłużony u chorych z niewydolnością nerek i w starszym wieku. Stężenie leku w surowicy krwi nie koreluje z efektem klinicznym, ponieważ czas działania wigabatryny zależy od szybkości resyntezy GABA-T.

## Wskazania
Wskazaniem do stosowania wigabatryny są napady padaczkowe uogólnione lub nie, niewrażliwe na leczenie innymi lekami przeciwpadaczkowymi. Lek stosuje się w monoterapii napadów padaczkowych u niemowląt, zwłaszcza zespołu Westa.

## Przeciwwskazania
Przeciwwskazaniem bezwzględnym jest nadwrażliwość na którykolwiek ze składników preparatu.
Przeciwwskazania względne:
Lek należy ostrożnie stosować u chorych w podeszłym wieku, z niewydolnością nerek, z istniejącymi lub stwierdzanymi w wywiadzie objawami psychotycznymi i (lub) zaburzeniami zachowania. Wigabatrynę należy stosować po wykonaniu badania pola widzenia; badanie należy powtarzać regularnie w trakcie leczenia; w razie wystąpienia zaburzeń wzroku rozważyć odstawienie leku. Stosować ostrożnie u osób z upośledzoną czynnością nerek i chorych w podeszłym wieku.

## Interakcje z innymi lekami
Wigabatryna nie podlega przemianom metabolicznym, nie wiąże się z białkami i nie indukuje cytochromu P450 ani innych enzymów biorących udział w metabolizmie leków; podczas jednoczesnego stosowania z innymi lekami ryzyko wystąpienia interakcji jest niewielkie. Wigabatryna zmniejsza o około 20% stężenie fenytoiny we krwi. Badanie z 2002 roku wykazało statystycznie istotny spadek stężenia karbamazepiny w osoczu przy jednoczesnym stosowaniu wigabatryny. Nie stwierdzono interakcji z fenobarbitalem lub walproinianem sodu.

## Działania niepożądane
Najczęstszymi działaniami niepożądanymi są:
- zmęczenie i senność
- pobudzenie (u dzieci)
- nerwowość, drażliwość
- zawroty i bóle głowy
- oczopląs
- ataksja
- drżenie
- parestezje
- zaburzenia koncentracji.

Rzadszymi działaniami niepożądanymi są:
- splątanie
- zaburzenia pamięci
- zaburzenia widzenia (np. podwójne widzenie).

Bardzo rzadkimi działaniami niepożądanymi są ubytki pola widzenia lub zaburzenia ze strony siatkówki (np. obwodowy zanik siatkówki), zapalenie lub zanik nerwu wzrokowego. U niektórych chorych, zwłaszcza z napadami mioklonicznymi, częstość napadów padaczkowych może ulec zwiększeniu. Opisywano zaburzenia psychiczne po stosowaniu wigabatryny – pobudzenie, agresję, depresję, zaburzenia myślenia, reakcje paranoidalne, bardzo rzadko objawy hipomaniakalne i maniakalne. Reakcje te występowały u chorych z dodatnim wywiadem w kierunku zaburzeń psychicznych i na ogół przemijały po zmniejszeniu dawki leku lub stopniowym odstawieniu leku. Rzadko po rozpoczęciu leczenia występowały objawy znacznego uspokojenia, otępienia lub splątania, ustępujące całkowicie po zmniejszeniu dawki lub odstawieniu leku.

## Stosowanie w ciąży i laktacji
Kategoria C. Lek może powodować wystąpienie wad rozwojowych, dlatego przeciwwskazane jest jego stosowanie w ciąży i okresie karmienia piersią.

## Dawkowanie
Lek podaje się doustnie 1–2 razy na dobę, przed lub w trakcie posiłku. Wigabatrynę powinno się stosować łącznie z dotychczas stosowanymi lekami przeciwpadaczkowymi. Dawkowanie powinno być zindywidualizowane w zależności od reakcji klinicznej i tolerancji. Dawkę należy odpowiednio zmniejszyć u chorych z niewydolnością nerek lub w podeszłym wieku. U dzieci dawkowanie należy ustalić w zależności od masy ciała.

## Preparaty
- Sabril (Kanada, Meksyk, Wielka Brytania)
- Sabrilex (Dania).